# Newcastelia hexarrhena
Newcastelia hexarrhena là một loài thực vật có hoa trong họ Hoa môi. Loài này được F.Muell. mô tả khoa học đầu tiên năm 1876.